# Ion Bîrlădeanu
Ion Bîrlădeanu (* 1. August 1958 in Cosmești) ist ein ehemaliger rumänischer Kanute.

## Erfolge
Bei den Olympischen Spielen 1980 in Moskau nahm Ion Bîrlădeanu in zwei Wettbewerben teil. Im Einer-Kajak qualifizierte er sich auf der 1000-Meter-Strecke nach Rang zwei im Vorlauf und Rang drei im Halbfinale für den Endlauf. Diesen beendete er nach 3:50,49 Minuten auf dem dritten Platz hinter dem siegreichen Deutschen Rüdiger Helm und dem Franzosen Alain Lebas, womit er die Bronzemedaille gewann. Im Zweier-Kajak startete er mit Alexandru Giura über die 500-Meter-Distanz und erreichte mit ihm ebenfalls das Finale, das die beiden auf dem sechsten Platz abschlossen.
Bei Weltmeisterschaften sicherte sich Bîrlădeanu insgesamt sieben Medaillen. 1978 gewann er in Belgrad sowohl im Zweier-Kajak mit Nicușor Eșanu über 500 Meter als auch im Vierer-Kajak über 1000 Meter die Silbermedaille. Im Jahr darauf belegte er in Duisburg im Einer-Kajak über 1000 Meter ebenfalls den zweiten Platz, während ihm mit Eșanu im Zweier-Kajak der Titelgewinn auf der 10.000-Meter-Strecke gelang. Bei den Weltmeisterschaften 1981 in Nottingham wurde Bîrlădeanu im Einer-Kajak über 500 Meter und auch über 1000 Meter Vizeweltmeister. Mit Nicușor Eșanu beendete er den Wettbewerb im Zweier-Kajak über 10.000 Meter auf dem dritten Rang.
Bîrlădeanu war für den CSA Steaua Bukarest aktiv und gewann zahlreiche nationale Meistertitel. Nach seiner aktiven Karriere wurde er bei seinem Verein Kanutrainer. 2005 wurde er zum Präsidenten des rumänischen Kanuverbandes gewählt.